# Вахидов, Бай-Али Мовладиевич
Бай-Али́ Мовла́диевич Вахи́дов (род. 4 февраля 1951, Талды-Курганская область) — советский и российский актёр и режиссёр, Заслуженный артист Чечено-Ингушской АССР (1988), Народный артист Чеченской Республики (1998), Заслуженный артист Российской Федерации (2022).

## Биография
Родился 4 февраля 1951 года в Талды-Курганской области, где его семья находилась в депортации.
В 1978 году окончил Ленинградский Государственный Институт театра, музыки и кинематографии (мастерская профессоров Василия Меркурьева и Ирины Мейерхольд). По окончании института начал работать в Чечено-Ингушском государственном драматическом театре имени Х. Нурадилова.
В 1988 году ему было присвоено звание Заслуженного артиста Чечено-Ингушской АССР. В 1991 году стал лауреатом премии Национального Фонда Возрождения и Развития Чеченской Культуры. В 1998 году был удостоен звания Народного артиста Чеченской Республики. В 2007 году стал дипломантом международного театрального фестиваля в Новочеркасске.
В театре имени Ханпаши Нурадилова сыграл целый ряд ролей: Фердинанд («Коварство и любовь» Фридриха Шиллера), Бородин («Соловьиная роща» Ежова), Экспозито («Последний уличный бродяга»), Сицилий («Кориолан» Уильяма Шекспира), Федерико Распони («Слуга двух господ» Карло Гольдони), Фигаро («Женитьба Фигаро» Бомарше), Леонардо («Кровавая свадьба» Гарсиа Лорка) и другие. Кроме того, в качестве режиссёра-постановщика поставил спектакль «Два арбуза в одной руке».
В 2009 году перешёл в Грозненский русский государственный драматический театр имени М. Ю. Лермонтова. В августе 2009 года перешёл в Молодёжный театр «Серло». В этом театре по настоящее время работает в качестве актёра и режиссёра-постановщика.
В Ингушском государственном драматическом театре поставил спектакль «Волчий хвост».
В 2022 году награждён медалью «За заслуги перед Чеченской Респубкой».